# Sommer-Paralympics 2008/Teilnehmer (Vietnam)
| stlisierte Goldmedaille | stlisierte Silbermedaille | stlisierte Bronzemedaille |
| ----------------------- | ------------------------- | ------------------------- |
| —                       | —                         | —                         |

Vietnam nahm mit neun Sportlern an den Sommer-Paralympics 2008 im chinesischen Peking teil.
Fahnenträger bei der Eröffnungsfeier war der Schwimmer Quang Vuong Nguyen. Die besten Resultate erreichten die Powerlifterinnen Hoang Tuyet Loan Chau (Klasse bis 48 kg) und Thi Nga Dinh (Klasse bis 52 kg) jeweils mit einem vierten Platz.

## Teilnehmer nach Sportarten

### Judo
Frauen
- Thi Nhoi Trieu

### Leichtathletik
Frauen
- Thi Hai Nguyen
- Thi Than Thau Nguyen

Männer
- Dao van Cuong
- Tien Toi Nguyen

### Powerlifting (Bankdrücken)
Frauen
- Hoang Tuyet Loan Chau
- Thi Nga Dinh

Männer
- Ie van Cong

### Schwimmen
Männer
- Quang Vuong Nguyen